# تکن: دودمان
تکن: دودمان (به انگلیسی: Tekken: Bloodline) یک مجموعه تلویزیونی انیمه با الهام از فرنچایز بازی‌های مبارزه‌ای تکن اثر باندای نامکو انترتینمنت است. این سریال یک برداشت آزاد و برگرفته از وقایع نسخهٔ تکن ۳ است و داستان آن ماجرای مبارز جوان جین کازاما را برای شکست دادن اوگر روایت می‌کند، موجودی که مادرش جون را به قتل رسانده‌است. تلاش جین برای رسیدن به قدرت باعث می‌شود که توسط پدربزرگ خشن خود هیهاچی میشیما آموزش ببیند، که همچنین میزبان مسابقات مبارزه‌ای پادشاهی مشت‌آهنین با هدف یافتن اوگر است. این سری به تعداد ۶ قسمت در تاریخ ۱۸ اوت، ۲۰۲۲ از طریق نتفلیکس در دسترس قرار گرفت.
این مجموعه به عنوان روایتی از داستان بلوغ جین تولید شده بود، موضوعی که کارگردان بازی کاتسوهیرو هارادا قصد داشت نشان دهد زیرا در تکن ۳ نمایش داده نشده بود و در عوض برای بازیکنان به عنوان اطلاعاتی برای خواندن باقی مانده بود.